# Rhipidura fuliginosa
Rhipidura fuliginosa là một loài chim trong họ Rhipiduridae. Đây là loài chim ăn côn trùng, được tìm thấy trên South Island của New Zealand, cũng như phân loài Rhipidura fuliginosa placabilis ở North Island, quần đảo Chatham là phân loài Rhipidura fuliginosa penita và phân loài đã tuyệt chủng trên đảo Lord Howe là Rhipidura fuliginosa cervina. Loài này được cho là giống với loài Rhipidura albiscapa của Úc và New Caledonia, tuy nhiên nó khác về tiếng kêu nên một số tác giả xem nó là một loài riêng biệt.